# Maybe It's Time
"Maybe It's Time" là một bài hát từ bộ phim năm 2018 Vì sao vụt sáng và soundtrack cùng tên, do Bradley Cooper trình bày. Nó được Jason Isbell sáng tác, do Cooper và Benjamin Rice sản xuất với sự góp giọng từ Lady Gaga.

## Bảng xếp hạng
| Bảng xếp hạng (2018)           | Vị trí cao nhất |
| ------------------------------ | --------------- |
| Úc (ARIA)                      | 58              |
| Canada (Canadian Hot 100)      | 86              |
| France Downloads (SNEP)        | 35              |
| Hungary (Single Top 40)        | 14              |
| New Zealand Hot Singles (RMNZ) | 16              |
| Scotland (OCC)                 | 22              |
| Thụy Sĩ (Schweizer Hitparade)  | 82              |
| Anh Quốc Download (OCC)        | 32              |
| Hoa Kỳ Billboard Hot 100       | 93              |

## Chứng nhận
| Quốc gia                                                    | Chứng nhận | Số đơn vị/doanh số chứng nhận |
| ----------------------------------------------------------- | ---------- | ----------------------------- |
| Anh Quốc (BPI)                                              | Bạc        | 200.000‡                      |
| Hoa Kỳ (RIAA)                                               | Vàng       | 500.000‡                      |
| ‡ Chứng nhận dựa theo doanh số tiêu thụ và phát trực tuyến. |            |                               |